# Michael Lang (productor)
Michael Scott Lang (Brooklyn, Nueva York, 11 de diciembre de 1944-Manhattan, Nueva York, 8 de enero de 2022) fue un promotor de conciertos, productor y director artístico estadounidense, más conocido como cocreador del Festival de Música y Arte de Woodstock en 1969. Se desempeñó como organizador del evento, así como organizador de sus eventos de seguimiento, Woodstock 1994 y el desafortunado Woodstock '99. Se convirtió en productor de discos, películas y otros conciertos, así como en gerente de artistas, autor aclamado por la crítica y escultor.

## Primeros años
Lang nació en Brooklyn en el seno de una familia judía. En 1967, abandonó la Universidad de Nueva York y se mudó a Coconut Grove, Florida, para abrir una tienda. En 1968, después de promover una serie de conciertos en el área de Miami, Lang (con Marshall Brevetz) produjo el Festival Pop & Underground de 1968. Atrajo 25.000 personas el primer día (18 de mayo) y contó con Jimi Hendrix, Frank Zappa, John Lee Hooker, Arthur Brown y Blue Cheer. En la tarde del segundo día, empezó a llover y el evento terminó temprano.

## Carrera

### Festivales de Woodstock: 1969, 1994, 1999, 2019
Después de que se mudó a Woodstock (Nueva York) y conoció a Artie Kornfeld, los dos desarrollaron el concepto de un gran festival para celebrar los movimientos sociales de la década de 1960 y planearon abrir un estudio de grabación en la ciudad de Woodstock. Con Kornfeld y sus socios John P. Roberts y Joel Rosenman, Lang inició la planificación del festival de Woodstock, que se llevó a cabo en la granja de Max Yasgur en Bethel (Nueva York), del 15 al 18 de agosto de 1969.
Lang apareció en muchas escenas del documental de 1970 Woodstock: 3 Days of Peace & Music.
También produjo Woodstock '94 con los socios Roberts, Rosenman y el coproductor John Scher, y Woodstock '99 con John Scher y Ossie Kilkenny. A diferencia de los festivales anteriores de Woodstock que organizó Lang, Woodstock '99 resultó ser caótico y violento.
En mayo de 2014, Lang reveló planes para un posible quincuagésimo aniversario del primer concierto de Woodstock que se realizaría en 2019 y que exploraba varios lugares.
El 9 de enero de 2019, Lang anunció que el festival oficial Woodstock 50 se llevaría a cabo del 16 al 18 de agosto de 2019 en Watkins Glen, Nueva York. Sin embargo, el evento se canceló después de enfrentar muchos problemas logísticos, de respaldo financiero y tres cambios de lugar.

### Just Sunshine Records
Lang poseía y operaba Just Sunshine Records, que produjo y lanzó más de 40 álbumes de artistas musicales tan diversos como Karen Dalton, Betty Davis y Mississippi Fred McDowell. Dirigió a varios artistas de grabación internacionales exitosos, incluidos Joe Cocker, Rickie Lee Jones, Willy DeVille, Tarkan y los artistas de grabación españoles El Último de la Fila. El sello estuvo activo y distribuido por el Famous Music Group de Gulf & Western desde 1971 hasta 1974.

### Relación con Cocker
Poco después de la Feria de Música y Artes de Woodstock en 1969, Michael comenzó a representar a Joe Cocker, quien apareció en el original Woodstock. Su relación profesional se prolongó durante más de veinte años. Lang hizo una aparición en el video musical "You Can Leave Your Hat On" de Cocker como uno de los trompetistas.

### Últimos años
Lang fue productor asociado de la película Bottle Rocket de Wes Anderson de 1996.
La Organización Michael Lang (MLO) abarca la producción de eventos en vivo, la producción de películas y la gestión de artistas. Los proyectos incluyeron un evento del quincuagésimo aniversario del Lincoln Center con la compañía de teatro francés Royal de luxe; un evento del quincuagésimo aniversario de Woodstock planeado para el verano de 2019, que fue cancelado; una versión cinematográfica de la novela clásica de culto El Maestro y Margarita; y proyectos teatrales en Turquía y Corea del Sur. Además, con sus socios en Woodstock Ventures, Lang estaba desarrollando proyectos futuros que incluían un musical de Broadway basado en Woodstock el musical y una marca de estilo de vida de Woodstock.
MLO trabajó con los siguientes artistas: Outkast, Prince, Missy Elliott, Snoop Dogg, Steely Dan, The Fugees, Tarkan, Shakira, Madonna, Norah Jones, Marc Anthony, Twista, Dave Matthews, Bruce Springsteen, Alicia Keys, Kid Rock, Red Hot Chili Peppers, Christina Aguilera, Linkin Park, Avril Lavigne y Cocker.
En 2009, Woodstock Ventures (Michael Lang, Joel Rosenman y el patrimonio de John Roberts) formaron una empresa conjunta con Sony Music Entertainment y lanzaron un nuevo woodstock.com. El sitio celebra la historia de los festivales originales de Woodstock.
En la película de Ang Lee de 2009 Taking Woodstock, Lang es interpretado por el actor Jonathan Groff.
En 2009, Lang coescribió con Holly George-Warren el best seller del New York Times aclamado por la crítica The Road to Woodstock.

## Vida personal y muerte
Lang también fue escultor. Tuvo cinco hijos. Su primera esposa, la vocalista Ann Lang, estuvo de gira como corista con Cocker y Leon Russell de 1978 a 1982. A su muerte, estaba casado con Tamara Pajic.
Murió de linfoma no hodgkiniano el 8 de enero de 2022, a la edad de 77 años, y se encuentra enterrado en el Memorial Sloan Kettering Cancer Center en la ciudad de Nueva York.